# Прудникове
Пру́дникове (до 1948 — Учевлі-Кенеґез, крим. Üçevli Kenegez) — село Керченського району Автономної Республіки Крим.